# Boxing Day
Il Boxing Day è una festività del Regno Unito, Canada, Nuova Zelanda, Australia, Guatemala e, in generale, tutti i Paesi che fanno parte del Commonwealth delle nazioni che hanno popolazione di religione prevalentemente cristiana. È basata sul regalare doni ai membri meno fortunati della società. Contemporaneamente, il Boxing Day in molti paesi è associato all'inizio dei saldi.
La festività è concomitante con il giorno di Santo Stefano per molti paesi di tradizione cattolica, e in particolare in Irlanda fu così ridenominato dopo l’indipendenza dal Regno Unito.
Solitamente dunque si festeggia il 26 dicembre, giorno successivo al Natale. La festività può essere tuttavia spostata alla settimana successiva se il 26 dicembre cade di sabato o domenica. Lo spostamento eventuale del Boxing Day varia comunque da Paese a Paese. Introdotto in Inghilterra per legge nel 1871, fu esteso alla Scozia solo nel 1974, caratterizzandosi come una tradizione prettamente inglese.

## Origini
Il termine "Boxing Day" deriva dalla parola inglese "box", scatola, e all'usanza nata nell'Ottocento di regalare doni alle persone o ai membri delle classi sociali più povere. In particolare, era consuetudine delle famiglie agiate britanniche preparare delle apposite scatole con all'interno alcuni doni e avanzi del ricco pranzo di Natale, da destinare al personale di servizio a cui era concesso libero il giorno successivo al Natale, per far visita alle proprie famiglie.
Un'altra possibile origine è legata invece alla tradizione Cristiana, “la scatola” (box in inglese) sarebbe una cassetta per le donazioni esposta per tutto il periodo di Natale nelle chiese, aperta per l'appunto il 26 Dicembre, per distribuire fra i poveri del quartiere quanto raccolto.
Oggi giorno il boxing day è associato alla data di partenza dei saldi specialmente per il mercato dell'abbigliamento: diversamente dall'Italia, la quasi totalità dei negozi rimane aperta e viene presa d'assalto dai clienti, anche se negli ultimi anni il fenomeno si è ridotto.

## Sport
La ricorrenza del Boxing Day è occasione, in particolare nel Regno Unito, per la disputa di importanti manifestazioni sportive con notevole afflusso di appassionati, facilitato dal giorno festivo. La Premier League, massimo campionato calcistico inglese, come pure la Football League e la National League, disputano puntualmente un intero turno nel giorno del Boxing Day, prescindendo dal giorno della settimana in cui cade. 
Corse dei cavalli: nel giorno del Boxing Day si disputa il "King George VI Chases" all'ippodromo di Kempton Park, nel Surrey. 
Analogamente avviene per il rugby, anche se in passato era tradizione un incontro tra i Leicester Tigers e i Barbarians.